# بنجامين مارثا
بنجامين مارثا (بالهولندية: Benjamin Martha)‏ (28 نوفمبر 1981 في كوراساو - ) هو لاعب كرة قدم هولندي في مركز الهجوم. شارك مع منتخب جزر الأنتيل الهولندية لكرة القدم ومنتخب كوراساو لكرة القدم. أما مع النوادي، فقد لعب مع نادي روسيندال ‏ وKozakken Boys ‏ وQuick Boys ‏ وSV Hubentut Fortuna ‏ وDoor Ontwikkeling Tot Ontspanning ‏ وVV Katwijk ‏ وRVVH ‏.

## وصلات خارجية
- بنجامين مارثا على موقع الاتحاد الدولي (مؤرشف)  (الإنجليزية)
- بنجامين مارثا على موقع قاعدة بيانات كرة القدم.إي يو (الإنجليزية)
- بنجامين مارثا على موقع ناشيونال فوتبول تيمز (الإنجليزية)